# Arrighi (cognome)
Arrighi è un cognome di lingua italiana.

## Varianti
Ariguzzi, Arrichiello, Arrighetti, Arrigo, Arrigoni, Arriguzzi, D'Arrigo, D'Enrico, D'Errico, Endrici, Endrigo, Enrichi, Enrico, Enrietti, Enrigo, Enriotti, Enriques, Enriquez, Errichiello, Errico, Errigo, Ghetti, Ghini, Richiello, Ricucci, Rigacci, Rigatti, Righello, Righetti, Righi, Righini, Rigo, Rigon, Rigoni, Rigotti, Rigucci, Rigutini, Riguttini.

## Origine e diffusione
Cognome tipicamente centro-settentrionale, è presente prevalentemente in Toscana.
Potrebbe derivare dal prenome Enrico, derivato dal germanico Haimirik, da cui anche Amerigo (e il corrispondente cognome Amerighi).
Le varianti Arrigo e Righi compaiono nel medesimo areale; Enrico e D'Errico sono centro-meridionali; Arrichiello, Errichiello e Richiello sono napoletani; Ricucci è calabrese; Endrici e Endrigo sono trentini e veneti; Arrigo, Rigo, Rigon e Rigotti sono tipici delle Venezie; Rigacci, Rigucci e Righetti sono toscani; Righini è emiliano.

## Persone
- Hyacinthe Arrighi de Casanova (1748-1849) – magistrato, funzionario e politico francese.
- Jean Toussaint Arrighi de Casanova (1778-1853) –  militare e politico francese.
- Luciana Arrighi (n. 1940) – scenografa e costumista italiana.